# Czarnożyły
Czarnożyły – wieś w Polsce położona w województwie łódzkim, w powiecie wieluńskim, w gminie Czarnożyły.
Wieś położona przy drodze krajowej nr 45 z Sieradza do Wielunia.
Do 1953 roku miejscowość była siedzibą gminy Wydrzyn. W latach 1954–1972 wieś należała i była siedzibą władz gromady Czarnożyły, następnie gminy gminy Czarnożyły. W latach 1975–1998 miejscowość administracyjnie należała do województwa sieradzkiego.

## Części wsi
| SIMC    | Nazwa        | Rodzaj    |
| ------- | ------------ | --------- |
| 0701429 | Adamki       | część wsi |
| 0701435 | Belców       | część wsi |
| 0701441 | Brzezina     | część wsi |
| 0701458 | Kresy        | część wsi |
| 0701464 | Łazowa Droga | część wsi |
| 0701470 | Michałków    | część wsi |
| 0701487 | Patrol       | część wsi |
| 0701493 | Raj          | część wsi |
| 0701501 | Rząśnia      | część wsi |
| 0701518 | Zapłocie     | część wsi |

## Nazwa
Początkowo wieś nazywała się Czarneżołny . Nazwa Czarnożyły dawniej Czarneżołny została zaczerpnięta ze środowiska naturalnego. W języku staropolskim wyraz „żołna” oznacza dzięcioła. Osadę zatem założono w miejscu, gdzie dużo było tych ptaków.

## Historia

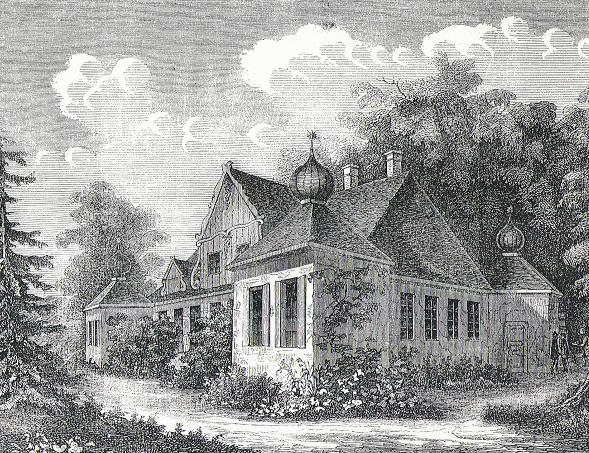
Drzeworyt z Tygodnika Ilustrowanego przedstawiający XVII wieczny drewniany dwór w Czarnożyłach zbudowany przez rodzinę Strzemieńczyk-Brzostowskich.

Miejscowość historycznie należy do ziemi wieluńskiej. Ma metrykę średniowieczną i istnieje co najmniej od XV wieku. Wymieniona w dokumentach zapisanym w latach 1411, 1454 w języku łacińskim jako Czarneszolny, Czarnezolny . 
Wieś wspominały historyczne dokumenty prawne, własnościowe i podatkowe. Pierwsza wzmianka o niej pochodzi z 1411 kiedy odnotowany został miejscowy kościół. W 1511 arcybiskupstwo pobierało w miejscowości dziesięcinę z 25,5-27,5 łanów kmiecych w wysokości jednego wiardunku oraz po mierze żyta i owsa. W 1518 odnotowano we wsi istnienie 20,5 łana. W 1552 w Czarnożyłach mieszkało 33 kmieci z karczmarzami oraz sołtys posiadający 2 łany. W 1520 miejscowy folwark dostarczał plebanowi dziesięcinę snopową oraz 21 groszy od 2 wolnych kmieci i sołtysa, 4 od karczmarza, a także 2 grosze mesznego. Mieszkańcy płacili również arcybiskupowi po 1 groszu dziesięciny snopowej z ról osiadłych . 
W XV-XVI wieś należała do Zarembów z Kalinowy, następnie do Mniszków, Leszczyńskich. W 1726 wojewodzina Barbara Leszczyńska z Brzostowskich ufundowała murowany kościół. Od 1774 miejscowość była własnością szlacheckiej rodziny Strzemieńczyków-Brzostowskich, którzy postawili tu w XVII w. staropolski dwór modrzewiowy (zniszczony jeszcze przed I wojną światową). Adam Brzostowski w XVIII w. osadził w Czarnożyłach Litwinów ze Żmudzi. Brzostowscy zasłynęli w okolicy z utworzenia już w XVIII w. szkoły, do której obowiązkowo uczęszczały dzieci chłopskie. Po Brzostowskich Czarnożyły przeszły (po kądzieli) do Załuskich (Helena Brzostowska została żoną Michała Załuskiego, zmarła w 1892.
Miejscowość jako Czarnożyły, wieś o milę od Wielunia, nad szosą do Sieradza, leżącą w powiecie wieluńskim, w gminie Wydrzyn wymienia XIX-wieczny Słownik geograficzny Królestwa Polskiego. W 1827 we wsi znajdowało się 120 domów zamieszkanych przez 674 mieszkańców. W 1880 w miejscowości znajdowało się 80 domów, w większości murowanych, zamieszkanych przez 760 mieszkańców. We wsi funkcjonowała szkoła, a także urząd wójta gminy Wydrzyn. Miejscowość liczyła 119 mórg powierzchni, do której przynależało 657 mórg gruntu rolnego i użytkowego.
We wrześniu 1939 roku rozpoczęła się 5-letnia okupacja niemiecka. Część wsi została spalona. W czasie kampanii wrześniowej w wyniku ataku lotnictwa w pobliskim lesie zginęło 6 żołnierzy 15 pp „Wilków” wchodzących w skład 28 dywizji piechoty armii Łódź. Nastąpiły aresztowania i wywóz na roboty do Niemiec oraz do obozu zagłady. Na miejscowym cmentarzu znajduje się zbiorowa mogiła żołnierzy. Nad nią wznosi się pomnik ufundowany z inicjatywy ZBoWiD-u przez społeczeństwo gminy w 1959 roku dla uczczenia pamięci mieszkańców gminy ofiar II wojny światowej.
Po wyzwoleniu w 1945 roku nastąpiła powolna odbudowa zniszczeń. Na bazie majątku ziemskiego utworzono Państwowe Gospodarstwo Rolne, wznowiły działalność: Gminna Spółdzielnia, Bank Spółdzielczy i Kółko Rolnicze. Nastąpił wzrost budownictwa indywidualnego oraz obiektów użyteczności publicznej.

## Zabytki

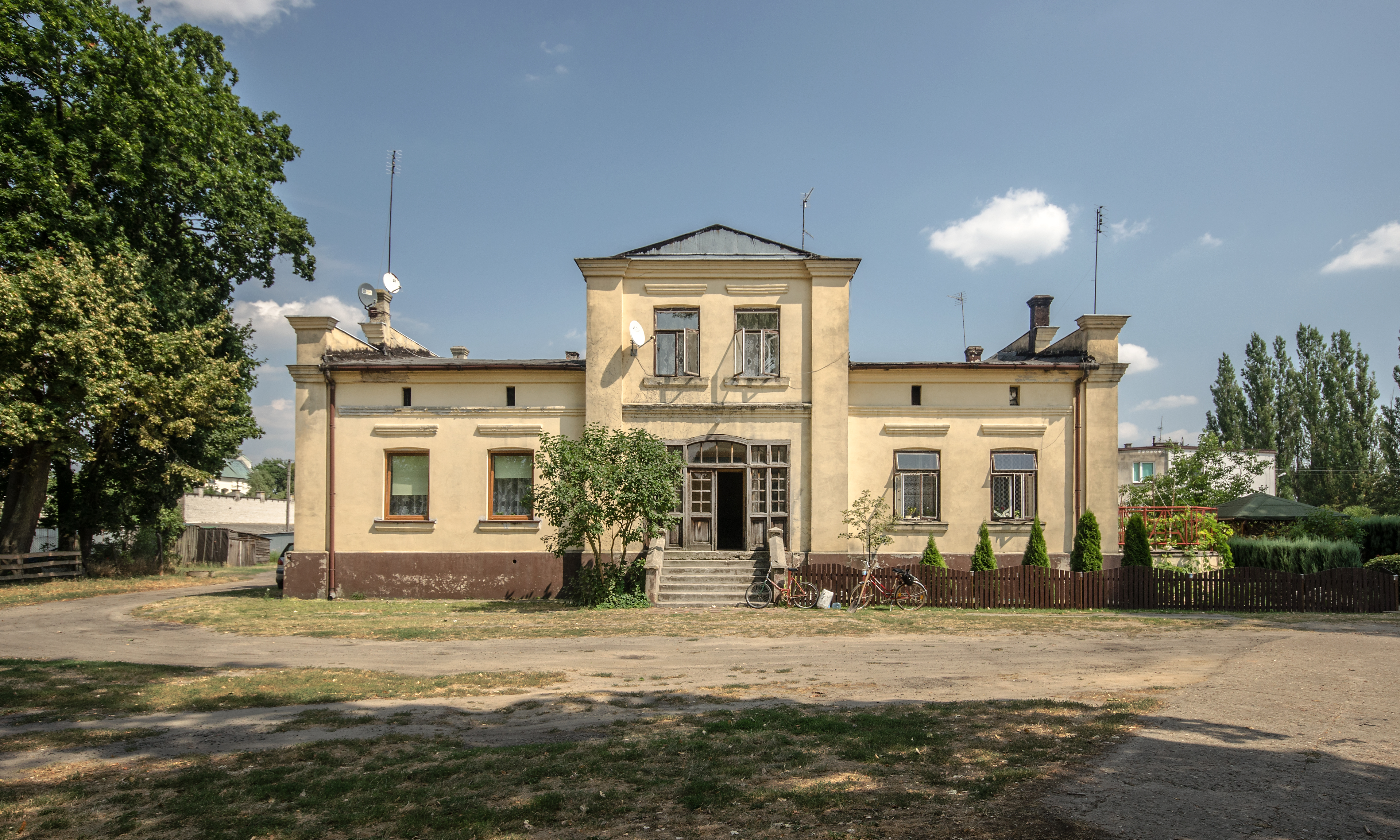
Dwór w Czarnożyłach.

We wsi stoi barokowy kościół pw. św. Bartłomieja z 1726 r. wystawiony przez Joannę z Brzostowskich, wojewodzinę kaliską. W latach 1912–1916 dobudowano do kościoła kaplicę o charakterze mauzoleum. Wyposażenie kościoła barokowe.
Obszar gminy niepozbawiony jest również zabytków zarówno przyrody jak
i historii. Na terenie gminy odnaleźć można m.in.
- Pomniki przyrody – okazy drzew w parku wiejskim w Czarnożyłach
- Park wiejski z XIX w. o pow. 1,6 ha w Czarnożyłach
- Kościół parafialny z 1726 r. w Czarnożyłach
- Kościół parafialny z 1623 r. w Łagiewnikach
- Kościół parafialny z 1843 r. w Raczynie
- Dzwonnica z XVIII/XIX w. w Raczynie
- Młyn i gorzelnia z przełomu XIX i XX w. (zabytki techniki)

Wokół każdego z obiektów zabytkowych istnieje ścisła strefa ochrony konserwatorskiej oraz strefa ochrony archeologicznej. Gmina leży w zasięgu występowania drewnianych kościółków typu wieluńskiego.
Na cmentarzu znajduje się mogiła 6 żołnierzy z 15 pp. „Wilków” z Dęblina poległych 1 września 1939 r.
Według rejestru zabytków Narodowego Instytutu Dziedzictwa na listę zabytków wpisane są obiekty:
- kościół parafialny pw. św. Bartłomieja, 1726, 1912-16, nr rej.: 935 z 30.12.1967

## Parafia Kościoła rzymskokatolickiego
Rzymskokatolicka parafia w Czarnożyłach istniała już w 1411 roku. W XV wieku kościół w Czarnożyłach ufundowali właściciele wsi. Następny kościół modrzewiowy konsekrował 29 kwietnia 1626 roku biskup Adam Górski. Około 1720 roku był on restaurowany staraniem ks. Aleksego Borkowicza. Budowę obecnego, trzeciego kościoła ukończono w 1726 roku. 

## Urodzeni w Czarnożyłach
- Czesław Bil (1928–2019), pułkownik pilot Wojska Polskiego
- Tadeusz Chromecki (1904–1957), dyplomata
- Felicjan Jabłoński (1897–1978), kawaler Orderu Virtuti Militari